# Bankovní účet
Bankovní účet je finanční účet v bance, který zaznamenává finanční transakce mezi klientem a bankou a sleduje tak finanční situaci účtu. Bankovní účty mohou mít kladný neboli kreditní zůstatek, kdy banka dluží peníze zákazníkovi, nebo záporný tedy debetní zůstatek, když zákazník dluží bance peníze. Účty otevřené za účelem vkladů (kreditních zůstatků) jsou označovány jako depozitní účty, zatímco účty vedené za účelem půjček (debetních zůstatků) jsou označovány jako úvěrové účty.

## Typy účtů
Podle měny, ve které je účet veden, se účty rozlišují na účty v tuzemské měně a devizové účty, které jsou vedeny v cizích měnách. Devizové účty mají větší význam v ekonomikách, které nemají tuzemskou měnu volně směnitelnou. Běžně se však využívají pro časté přeshraniční transakce a k ochraně před výkyvy měnových kursů tuzemské měny vůči měně účtu.

### Další dělení podle účelu účtu
- Běžný účet – účet, který slouží především k snadnější hotovostní i bezhotovostní správě, manipulaci a hospodaření s finančními prostředky (převody, platby, vklady).
- Spořicí účet – účet, který slouží nejčastěji ke spoření nebo ukládání dočasně volných finančních prostředků s vyšším úročením.
- Termínovaný vklad – účet slouží k uložení volných finančních prostředků s vyšším úročením.
- Úvěrový účet – účet, na kterém banka eviduje stav poskytnutého úvěru.
- Základní platební účet – účet podle evropské směrnice o právu na bankovní účet a zákona o platebním styku[1]
- Neúročený účet – například notářská úschova, advokátní úschova.
- Loro a Nostro účet – běžný účet, který vede banka bance v zahraničí.

## Služby k účtům
- Kontokorent – služba, která klientovi dovoluje čerpat z účtu peníze až do určité záporné výše zůstatku (kontokorentní úvěr).
- Platební karta, debetní nebo kreditní – nástroj k bezhotovostní platbě klienta vydávaný nejčastěji bankou.
- Přímé a internetové bankovnictví – způsob bankovního styku mezi bankou a klientem který umožňuje přístup k účtu bez návštěvy pobočky banky pomocí pošty, telefonu, bankomatu, mobilních zařízení případně přes Internet.
- Bankovní a cestovní šeky – krátkodobé cenné papíry vydané bankou jako akceptovaná poukázka k vydání peněz. Šek je proplácen po předložení šeku bankou.

## Typy operací a transakcí
- Vklad v hotovosti
- Výběr v hotovosti
- Příkaz k úhradě
- Příkaz k inkasu
- Bankovní poplatky

### Odeslání peněz na špatný účet
Při převodu peněz mezi účty se může stát, že klient pošle kvůli vyplnění chybného čísla účtu peníze na špatný účet. Pokud se jedná o neexistující účet, platby jsou automaticky vráceny. Pokud se jedná o existující účet, má klient dvě možnosti:
- požádat o zprostředkování žádosti o vrácení peněz svého bankovního poradce, který tuto žádost předá majiteli účtu příjemce,
- požádat banku o součinnost.[2]

### Vlastní výběr čísla účtu
Některé banky nabízejí možnost volby čísla účtu. V současnosti (r. 2021) jsou to Československá obchodní banka,
Fio banka,
Komerční banka,
Raiffeisenbank a
Sberbank.